# Black-Umlagerung
Die Black-Umlagerung ist eine Namensreaktion in der organischen Chemie. Die Reaktion ist nach dem US-amerikanischen Chemiker Howard Black benannt, der im Jahr 1986 erstmals über die Reaktion publizierte.

## Übersichtsreaktion

DMAP: ein möglicher Katalysator für die Black Umlagerung

Bei der Black-Umlagerung wird eine Estergruppe innerhalb eines Benzofuran-Derivates umgelagert. Als Katalysator wird z. B. 4-DMAP verwendet.

## Reaktionsmechanismus
Nachfolgend wird ein möglicher Reaktionsmechanismus für die Black-Umlagerung mit 4-DMAP als Katalysator dargestellt:
Im ersten Reaktionsschritt erfolgt ein nucleophiler Angriff am Carbonyl-Kohlenstoff der Verbindung 1 durch das 4-DMAP. Die Ketoform des resultierenden Enolats greift im zweiten Reaktionsschritt wiederum am gleichen Carbonyl-C an, wodurch unter Rückgewinnung des Katalysators das Produkt 2 entsteht.

## Enantioselektive Variante
Die Black-Umlagerung kann enantioselektiv verlaufen, wenn ein chiraler Katalysator verwendet wird:

Acetoxy-DPI: ein möglicher Katalysator für eine enantioselektive Black-Umlagerung